# Elmar Abma
Elmar Abma (Boijl, 26 april 2004) is een Nederlands baan- en wegwielrenner.

## Carrière
Als junior reed Abma voor Willebrord Wil Vooruit. In zijn eerste jaar bij de junioren werd hij tweede op het nationale kampioenschap tijdrijden, achter Tibor del Grosso. In de wegwedstrijd werd hij vierde. In zijn tweede jaar won hij de wegtitel wel. Daarnaast won hij dat jaar ook het omnium tijdens de Europese kampioenschappen baanwielrennen voor junioren. In december van dat jaar, 2022, won hij (als tweedejaars junior) goud op het omnium tijdens de nationale kampioenschappen voor eliterenners.
Als eerstejaars belofte maakte Abma de overstap naar Allinq Continental Cycling Team. Namens die ploeg werd hij in mei tweede in de Omloop van de Biesbosch. Later dat jaar prolongeerde hij tijdens de nationale kampioenschappen zijn titel in het omnium en won hij, met Yanne Dorenbos, ook de ploegkoers. In de puntenkoers bleef enkel Philip Heijnen hem voor. In 2024 maakte hij de overstap naar VolkerWessels Cycling Team. Begin maart won hij de Kasseienomloop van Exloo. Later die maand won hij, na een late aanval, de openingsetappe in de Olympia's Tour.

## Overwinningen
2022
 Nederlands kampioen op de weg, Junioren
 Europees kampioen omnium, Junioren
 Nederlands kampioen omnium, Elite
2023
 Nederlands kampioen omnium, Elite
 Nederlands kampioen ploegkoers, Elite (met Yanne Dorenbos)
2024
1e etappe Olympia's Tour

## Ploegen
- 2023 –  Allinq Continental Cycling Team
- 2024 –  VolkerWessels Cycling Team